# 인접 리스트
인접 리스트(adjacency list)는 그래프 이론에서 그래프를 표현하기 위한 방법 중 하나이다. 그래프의 한 꼭짓점에서 연결되어 있는 꼭짓점들을 하나의 연결 리스트로 표현하는 방법이다. 인접 행렬에 비하여 변이 희소한 그래프에 효율적이다.